# Carlo Osti
Carlo Osti (Vittorio Veneto, 20 gennaio 1958) è un dirigente sportivo ed ex calciatore italiano, di ruolo difensore, direttore sportivo del Palermo.

## Caratteristiche tecniche
Impiegato come terzino o stopper, era un difensore veloce e abile nella marcatura a uomo; si distingueva talvolta per il gioco duro sugli attaccanti.

## Carriera

### Giocatore

#### Club
Cresciuto nel Conegliano, dopo un'iniziale gavetta in Serie C nell'Udinese si trasferisce in compartecipazione all'Atalanta di Titta Rota, con cui debutta in Serie A nel campionato 1978-1979.
A fine stagione la Juventus rileva la quota atalantina del cartellino, lasciando Osti per una stagione all'Udinese, nel frattempo promossa nella massima serie e allenata da Corrado Orrico. Con i friulani disputa una stagione ad alto livello e nel 1980 si trasferisce definitivamente a Torino: impiegato insieme a Massimo Storgato come rincalzo per la difesa, incontra diverse difficoltà di ambientamento, e disputa due campionati come riserva alle spalle di Claudio Gentile, Sergio Brio e Antonello Cuccureddu, per un totale di 12 presenze con le quali si laurea per due volte Campione d'Italia (1980-1981 e 1981-1982).
Nell'ottobre 1982 viene ceduto in comproprietà all'Avellino, in cambio dell'opzione per il trasferimento alla Juventus di Stefano Tacconi e Beniamino Vignola. In Irpinia ritrova il posto da titolare, disputando due stagioni culminate con altrettante salvezze nella massima serie. Nel 1984-1985 fa ritorno all'Atalanta, neopromossa in Serie A, rimanendovi per quattro stagioni: titolare nelle prime due, perde progressivamente il posto nelle annate successive, l'ultima delle quali in Serie B. Al termine di questa stagione rimane senza contratto, pur vincolato all'Atalanta, e nell'autunno 1988 si trasferisce al Piacenza, sempre tra i cadetti, come parziale contropartita per il passaggio di Armando Madonna ai nerazzurri; non evita la retrocessione in Serie C1, e viene riconfermato anche per il successivo campionato, con i gradi di capitano. Chiude la carriera in Serie C2, con la Virescit Bergamo.

#### Nazionale
Ha fatto parte della Nazionale Under-21, con cui ha partecipato all'Europeo 1980; con gli Azzurrini ha disputato 6 partite. Nello stesso periodo ha fatto parte anche della Nazionale Olimpica, con cui ha totalizzato 6 presenze nelle qualificazioni in vista dei Giochi Olimpici del 1980.

### Dirigente
Tra il 1993 e il 1995 fa ritorno al Piacenza, con l'incarico di responsabile del settore giovanile. Successivamente diventa direttore sportivo della Triestina per una stagione, e quindi dal 1996 al 1999 è alla Ternana, dove acquista tra gli altri Fabrizio Miccoli dal Casarano, e ottiene una doppia promozione dalla Serie C2 alla Serie B. Nel 1999 torna nel Bergamasco, come direttore generale dell'Alzano Virescit neopromosso in Serie B, e vi rimane per due stagioni.
Nel 2001 viene assunto dal Treviso, dove rimane fino al 2005 contribuendo alla prima promozione in Serie A dei veneti; viene quindi ingaggiato per un anno dalla Lazio in veste di direttore sportivo, dove viene affiancato dal consulente di mercato Walter Sabatini. Dal maggio 2006 ricopre lo stesso ruolo all'Atalanta, restando in carica fino alla fine della stagione 2009-2010, terminata con la retrocessione degli orobici.
Il 7 giugno 2011 viene assunto dal Lecce, sempre con compiti di direttore sportivo. 
Nel dicembre 2012 viene chiamato dalla Sampdoria per sostituire il direttore sportivo Pasquale Sensibile, dimessosi dall'incarico. Il 1º ottobre 2021 viene sospeso in via cautelare a causa del venire meno dei presupposti per la prosecuzione del rapporto di lavoro; il 14 gennaio 2022,  chiarite e superate le divergenze che avevano caratterizzato il periodo di sospensione, torna a ricoprire la carica di responsabile delle aree tecniche: avrà la supervisione su prima squadra, settore giovanile e squadra femminile e fungerà da uomo di raccordo tra società, squadra e allenatore. Lascia la Sampdoria nell'estate del 2023 alla scadenza del contratto.
Il 3 gennaio 2025 approda in Sicilia al Palermo in Serie B in qualità di nuovo direttore sportivo al posto dell'esonerato Morgan De Sanctis.
Il 13 giugno 2025, viene confermato nel suo ruolo, firmando un contratto fino al 2027.

## Palmarès

### Club

#### Competizioni nazionali
- Campionato italiano: 2

Juventus: 1980-1981, 1981-1982
- Serie C: 1

Udinese: 1977-1978
- Coppa Italia Semiprofessionisti: 1

Udinese: 1977-1978

#### Competizioni internazionali
- Coppa Anglo-Italiana: 1

Udinese: 1978
- Coppa Mitropa: 1

Udinese: 1979-1980